# Zvezdana asocijacija
Zvezdana asocijacija je vrlo rastresito zvezdano jato, labavije i od otvorenih i od globularnih jata. Asocijacije zvezda obično sadrže od 10 do 100 ili više zvezda. Te zvezde dele zajedničko poreklo, ali su postale gravitaciono nevezane i još uvek se zajedno kreću kroz svemir. Asocijacije se prvenstveno identifikuju po zajedničkim vektorima kretanja i starosti. Identifikacija po hemijskom sastavu takođe se koristi za faktor članstva u asocijacijama.
Asocijacije zvezda prvi je otkrio sovetski jermenski astronom Viktor Ambarcumijan 1947. godine. Konvencionalni naziv za asocijaciju koristi imena ili skraćenice sazvežđa (ili konstelacija) u kojem se nalazi; tip asocijacije i, ponekad, numerički identifikator.

## Tipovi
Viktor Ambarcumijan je prvo kategorisao zvezdane asocijacije u dve grupe, OB i T, na osnovu svojstava njihovih zvezda. Treću kategoriju, R, kasnije je predložio Sidni van den Berg za asocijacije koje osvetljavaju refleksione magline.
Asocijacije OB, T i R čine kontinuum mladih zvezdanih grupa. Ali trenutno je neizvesno da li su one evolutivni niz ili predstavljaju neki drugi faktor na delu. Neke grupe takođe prikazuju svojstva OB i T asocijacija, tako da kategorizacija nije uvek jasna.

### OB asocijacije
Mlade asocijacije sadrže 10–100 masivnih zvezda spektralne klase O i B i poznate su kao OB asocijacije. Veruje se da se oni formiraju u istoj maloj zapremini unutar džinovskog molekularnog oblaka. Jednom kada se prašina i gas iz okoline raziđu, preostale zvezde se razdvajaju i počinju da se razilaze. Veruje se da je većina svih zvezda u Mlečnom putu nastala u OB asocijacijama.
Zvezde O klase su kratkog veka, koji se okončava u vidu supernova nakon oko milion godina. Kao rezultat toga, OB asocijacije uglavnom imaju samo nekoliko miliona godina ili manje. Zvezde O-B u asocijaciji sagore svo svoje gorivo u roku od 10 miliona godina. (Uporedite ovo sa trenutnom starosti Sunca od oko 5 milijardi godina.)
Satelit Hiparkos je izvršio merenja koja su pronašla desetak OB asocijacija unutar 650 parseka od Sunca. Najbliža OB asocijacija je Škorpija–Kentaur, koje se nalazi oko 400 svetlosnih godina od Sunca.
OB asocijacije su takođe pronađene u Velikom magelanskom oblaku i galaksiji Andromeda. Ove asocijacije mogu biti prilično oskudne, prečnika 1.500 svetlosnih godina.

### T asocijacije
Mlade zvezdane grupe mogu sadržati brojne infantne zvezde T Tavri tipa, koje su još uvek u procesu ulaska u glavni niz. Ove retke populacije od do hiljadu T Tavri zvezda poznate su kao T asocijacije. Najbliži primer je Bik-Kočijaš T asocijacija (Tau-Aur T asocijacija), smeštena na udaljenosti od 140 parseka od Sunca. Ostali primeri T udruženja uključuju R Кorona Australis T asocijaciju, Lupus T asocijaciju, Kamaleon T asocijaciju i Velorum T asocijaciju. T asocijacije se često nalaze u blizini molekularnog oblaka od kojeg su nastale. Neke, ali ne sve, uključuju zvezde klase O-B. Sveukupno gledano, karakteristike članova pokretnih grupa: imaju istu starost i poreklo, isti hemijski sastav i imaju istu amplitudu i smer u svom vektoru brzine.

### R asocijacije
Asocijacije zvezda koje osvetljavaju refleksione magline nazivaju se R asocijacijama. Ovo ime je predložio Sidnei van den Berg nakon što je otkrio da su zvezde u ovim maglinama imale neujednačenu raspodelu. Ove mlade zvezdane grupacije sadrže zvezde glavnog niza koje nisu dovoljno masivne da bi rasejale međuzvezdane oblake u kojima su nastale. Ovo omogućava da svojstva okolnog tamnog oblaka ispitaju astronomi. Pošto su R-asocijacije obilnije od OB asocijacija, mogu se koristiti za traženje strukture galaktičkih spiralnih krakova. Primer R-asocijacije je Monoceros R2, koji se nalazi 830 ± 50 parseka od Sunca.

## Poznate asocijacije
Pokretna grupa Veliki medved jedan je primer zvezdane asocijacije. (Osim α Velikog medveda i η Velikog medveda, sve zvezde u Plugu/Velikom medvedu su deo te grupe.)
Ostale mlade pokretne grupe uključuju:
- Lokalno asocijacija (pokretna grupa Plejade)
- Tok Hijada
- IC 2391 superklaster
- Beta Piktoris pokretna grupa
- Kastor pokretna grupa
- Pokretna grupa AB Doradus
- Pokretna grupa Zeta Herkulis
- Alfa Persej pokretni klaster

## Literatura
- Општа астрофизика, М. Вукићевић-Карабин, О. Атанацковић-Вукомановић, Завод за уџбенике и наставна средства, Београд
- Binney, James; Tremaine, Scott (2008). Galactic Dynamics (2nd изд.). Princeton University Press. ISBN 978-0-691-08444-2.
- Heggie, Douglas; Hut, Piet (2003). The Gravitational Million-Body Problem: A Multidisciplinary Approach to Star Cluster Dynamics. Cambridge University Press. ISBN 978-0-521-77486-4.
- Spitzer, Lyman (1987). Dynamical Evolution of Globular Clusters. Princeton University Press. ISBN 978-0-691-08460-2.
- Elson, Rebecca; Hut, Piet; Inagaki, Shogo (1987). „Dynamical evolution of globular clusters”. Annual Review of Astronomy and Astrophysics. 25: 565. Bibcode:1987ARA&A..25..565E. doi:10.1146/annurev.aa.25.090187.003025.
- Gratton, R.; Bragaglia, A.; Carretta, E.;  . (2019). „What is a globular cluster? An observational perspective”. The Astronomy and Astrophysics Review. 27 (1): 8. Bibcode:2019A&ARv..27....8G. S2CID 207847491. arXiv:1911.02835 . doi:10.1007/s00159-019-0119-3.
- Meylan, G.; Heggie, D. C. (1997). „Internal dynamics of globular clusters”. The Astronomy and Astrophysics Review. 8 (1–2): 1—143. Bibcode:1997A&ARv...8....1M. S2CID 119059312. arXiv:astro-ph/9610076 . doi:10.1007/s001590050008.
- Abt, Helmut A. (децембар 2015). „Hot gaseous stellar disks avoid regions of low interstellar densities”. Publications of the Astronomical Society of the Pacific. 127 (958): 1218—1225. Bibcode:2015PASP..127.1218A. S2CID 124774683. doi:10.1086/684436.
- „Our local galactic neighborhood”. Interstellar.jpl.nasa.gov. National Aeronautics and Space Administration (NASA). 2000-02-08. Архивирано из оригинала 2013-11-21. г. Приступљено 2013-07-23.
- Berghoefer, T.W.; Breitschwerdt, D. (2002). „The origin of the young stellar population in the solar neighborhood – a link to the formation of the Local Bubble?”. Astronomy and Astrophysics. 390 (1): 299—306. Bibcode:2002A&A...390..299B. S2CID 6002327. arXiv:astro-ph/0205128v2 . doi:10.1051/0004-6361:20020627.
- Gabel, J.R.; Bruhweiler, F.C. (8. 1. 1998). „[51.09] Model of an expanding supershell structure in the LISM”. American Astronomical Society. Архивирано из оригинала 15. 3. 2014. г. Приступљено 2014-03-14.

## Dodatna literatura
- Huxor, A. P.; Tanvir, N. R.; Irwin, M. J.; Ibata, R.; Collett, J. L.; Ferguson, A. M. N.; Bridges, T.; Lewis, G. F. (2005). „A new population of extended, luminous star clusters in the halo of M31”. Monthly Notices of the Royal Astronomical Society. 360 (3): 1007. Bibcode:2005MNRAS.360.1007H. S2CID 6215035. arXiv:astro-ph/0412223 . doi:10.1111/j.1365-2966.2005.09086.x.
- „HST/NICMOS Observations of the Embedded Cluster in NGC 2024: Constraints on the IMF and Binary Fraction”. arXiv:astro-ph/0306377 .
- Vrba, Frederick J.; Henden, Arne A.; Luginbuhl, Christian B.; Guetter, Harry H.; Hartmann, Dieter H.; Klose, Sylvio (2000). „The Discovery of an Embedded Cluster of High-Mass Stars Near SGR 1900+14”. The Astrophysical Journal. 533 (1): L17—L20. Bibcode:2000ApJ...533L..17V. S2CID 18363712. arXiv:astro-ph/0002530 . doi:10.1086/312602.

## Spoljašnje veze
- WEBDA open cluster database
- NGC 2419 -Globular Cluster on SKY-MAP.ORG
- Star Clusters, SEDS Messier pages
- RG Research: Embedded Clusters Архивирано на веб-сајту  (6. август 2020)
- Star cluster - full article Encyclopædia Britannica,
- Super Star Cluster Discovered in Our Own Milky Way
- Probing the Birth of Super Star Clusters: Implications for Massive Star Formation Архивирано на веб-сајту  (13. април 2020), Kelsey E. Johnson, 2005